# Ramirez
Ramirez, właściwie Ivan Ramirez (ur. 28 czerwca 1998 r.) – amerykański raper, autor tekstów, współzałożyciel wytwórni płytowej G*59 Records ze znanym underground'owym kolektywem muzycznym $uicideboy$ w 2014 roku.
Stał się popularny dzięki hitom takim jak „Sarcophagus” i „Don't Test Me (Pussy Boi)”, które zgromadziły ponad trzy miliony wyświetleń na platformie SoundCloud.

## Dyskografia[6]

### Albumy
- Trillity (2013)
- Pharaohs (2014)
- Captain Levi (2014)
- Latino Heat (2015)
- Blood Diamonds (2015)
- Meet Me Where the River Turns Grey (2016)
- The Grey Gorilla (2017)
- Blood Diamonds 2 (2018)
- Son of Serpentine (2019)
- Tha Playa$ Manual (2020) (z: Rocci)
- The Tragedy of a Clown (2022)

### EP'ki
- Winter (2014)
- G.R.E.Y.G.O.D.S (2015) (z: $uicideboy$)
- Levi x Genshin (2015)
- G.R.E.Y.G.O.D.S.I.I. (2016) (z: $uicideboy$)
- 666 (2016)
- Let Me Die Where I Stand (2016)
- Judgment Day  (2016)
- Judgement Day: Apocalypse (2016)
- Paradise Lost (2016)
- Levi x Genshin 2 (2016)
- Judgement Day: Revelation (2017)

### Mixtape'y
- Lust & Sensations (2015)
- Lust & Sensations II (2016)